# Straßenradsport-Europameisterschaften 2017
Die Straßenradsport-Europameisterschaften 2017 (2017 UEC Road European Championships) fanden vom 2. bis 6. August 2017 im dänischen Herning statt.
Bei diesen Meisterschaften wurden zwölf Titel in den Kategorien Elite, Junioren und U23, jeweils an Männer und Frauen, vergeben. Gemeldet waren 751 Fahrerinnen und Fahrer aus 47 Ländern. Aufgrund der flachen Streckenprofile wurden schnelle Rennen erwartet.
Zu den Favoriten für das Eliterennen der Männer zählte die Veranstalterin die Norweger Alexander Kristoff sowie Edvald Boasson Hagen, den Franzosen Bryan Coquard, den Italiener Elia Viviani, den Slowenen Luka Mezgec, den Iren Sam Bennett sowie den Dänen Magnus Cort Nielsen. Bei den Frauen waren unter anderen Anna van der Breggen, Ellen van Dijk, Marianne Vos und Kirsten Wild am Start. Ihre Konkurrentinnen waren die Italienerin Giorgia Bronzini, die Belgierin Jolien D’hoore und die amtierende Weltmeisterin im Straßenrennen, die Dänin Amalie Dideriksen.
Start und Ziel befanden sich am MCH Messecenter Herning. Die Zeitfahrstrecken führen die Sportler durch mehrere benachbarte Gemeinden. Die Strecke für das Straßenrennen besteht aus einer 20 Kilometer langen Runde, die von den Frauen sechs- und von den Männern zwölfmal bewältigt werden muss.
Die erfolgreichste Mannschaft stellten die Gastgeber Dänemark mit vier Gold- und insgesamt neun Medaillen. Allein die dänische U23-Fahrerin Pernille Mathiesen errang dabei zweimal Gold. Auf dem zweiten Platz rangierte die niederländische Mannschaft die drei Goldmedaillen, von denen zwei auf das Konto der starken niederländischen Fahrerinnen – Marianne Vos und Ellen van Dijk – gingen, die sowohl Straßenrennen wie auch das Einzelzeitfahren für sich entschieden. Dabei gelang es van Dijk ihren Titel im Einzelzeitfahren aus dem Vorjahr zu verteidigen. Die italienische Mannschaft belegte Platz drei im Medaillenspiegel mit insgesamt sechs Medaillen, davon zwei goldene. Die deutsche Mannschaft fuhr mit zwei Bronzemedaillen für Lisa Klein und Niklas Märkl nach Hause. Marc Hirschi errang für die Schweiz eine Bronzemedaille im Straßenrennen der U23-Männer.
Die Meisterschaften litten unter Regenfällen, weshalb sie trotz des Medaillenregens für Dänemark nicht zu dem von den Veranstaltern erhofften Volksfest wie die Straßenradsport-Weltmeisterschaften 2011 wurden.

## Wettkämpfe
| Datum                 | Zeit (MEZ)       | Wettkampf                        | Distanz          | Europameister 2016     | Europameister 2017 |                  |                  |
| Einzelzeitfahren      | Einzelzeitfahren | Einzelzeitfahren                 | Einzelzeitfahren | Einzelzeitfahren       | Einzelzeitfahren   | Einzelzeitfahren | Einzelzeitfahren |
| --------------------- | ---------------- | -------------------------------- | ---------------- | ---------------------- | ------------------ | ---------------- | ---------------- |
| Mittwoch, 2. August   | 10:30            | Juniorinnen – Einzelzeitfahren   | 18,2 km          | Lisa Morzenti          | Elena Pirrone      |                  |                  |
| Mittwoch, 2. August   | 12:45            | Junioren – Einzelzeitfahren      | 31,5 km          | Alexys Brunel          | Andreas Leknessund |                  |                  |
| Mittwoch, 2. August   | 15:00            | Frauen U 23 – Einzelzeitfahren   | 31,5 km          | Anastasija Jakowenko   | Pernille Mathiesen |                  |                  |
| Donnerstag, 3. August | 9:30             | Frauen: Elite – Einzelzeitfahren | 31,5 km          | Ellen van Dijk         | Ellen van Dijk     |                  |                  |
| Donnerstag, 3. August | 12:15            | Männer: U23 – Einzelzeitfahren   | 31,5 km          | Lennard Kämna          | Kasper Asgreen     |                  |                  |
| Donnerstag, 3. August | 15:00            | Elite Männer – Einzelzeitfahren  | 46 km            | Jonathan Castroviejo   | Victor Campenaerts |                  |                  |
| Straßenrennen         |                  |                                  |                  |                        |                    |                  |                  |
| Freitag, 4. August    | 9:00             | Juniorinnen – Straßenrennen      | 60,3 km          | Liane Lippert          | Lorena Wiebes      |                  |                  |
| Freitag, 4. August    | 12:00            | Frauen U23 – Straßenrennen       | 100,5 km         | Katarzyna Niewiadoma   | Pernille Mathiesen |                  |                  |
| Freitag, 4. August    | 16:00            | Junioren – Straßenrennen         | 120,6 km         | Nicolas Malle          | Michele Gazzoli    |                  |                  |
| Samstag, 5. August    | 09:00            | Männer U 23 – Straßenrennen      | 160,8 km         | Aljaksandr Rabuschenka | Casper Pedersen    |                  |                  |
| Samstag, 5. August    | 14:00            | Frauen Elite – Straßenrennen     | 120,6 km         | Anna van der Breggen   | Marianne Vos       |                  |                  |
| Sonntag, 6. August    | 11:00            | Elite Männer – Straßenrennen     | 241,2 km         | Peter Sagan            | Alexander Kristoff |                  |                  |

## Resultate

### Frauen Elite
| Straßenrennen (102,6 km) |                   |      |                       |
| Platz                    | Sportlerin        | Land | Zeit (h)              |
|                          | Marianne Vos      | NED  | 2:51:13 (37,381 km/h) |
|                          | Giorgia Bronzini  | ITA  | gl. Zeit              |
|                          | Olga Sabelinskaja | RUS  | + 2 s                 |

| Einzelzeitfahren (31,5 km) |                      |      |                      |
| Platz                      | Sportlerin           | Land | Zeit (min)           |
|                            | Ellen van Dijk       | NED  | 40:33,58 (46,6 km/h) |
|                            | Ann-Sophie Duyck     | BEL  | + 58 s               |
|                            | Anna van der Breggen | NED  | +1:04 min            |

### Frauen U23
| Straßenrennen (100,5 km) |                    |      |                     |
| Platz                    | Sportlerin         | Land | Zeit (h)            |
|                          | Pernille Mathiesen | DEN  | 2:32,55 (39,5 km/h) |
|                          | Susanne Andersen   | NOR  | + 6 s               |
|                          | Alice Barnes       | GBR  | + 6 s               |

| Einzelzeitfahren (31,5 km) |                       |      |                      |
| Platz                      | Sportlerin            | Land | Zeit (min)           |
|                            | Pernille Mathiesen    | DEN  | 41:29,47 (46,3 km/h) |
|                            | Cecilie Uttrup Ludwig | DEN  | + 4 s                |
|                            | Lisa Klein            | GER  | + 11 s               |

### Männer Elite
| Straßenrennen (232,9 km) |                    |      |                     |
| Platz                    | Sportler           | Land | Zeit (h)            |
|                          | Alexander Kristoff | NOR  | 5:41:10 (42,4 km/h) |
|                          | Elia Viviani       | ITA  | gl. Zeit            |
|                          | Moreno Hofland     | NED  | gl. Zeit            |

| Zeitfahren (45,5 km) |                    |      |                      |
| Platz                | Sportler           | Land | Zeit (min)           |
|                      | Victor Campenaerts | BEL  | 58:13,99 (51,9 km/h) |
|                      | Maciej Bodnar      | POL  | + 2 s                |
|                      | Ryan Mullen        | IRL  | + 4 s                |

### Männer U23
| Straßenrennen (160,8 km) |                  |      |                       |
| Platz                    | Sportler         | Land | Zeit                  |
|                          | Casper Pedersen  | DEN  | 3:31,04 h (45,7 km/h) |
|                          | Benoît Cosnefroy | FRA  | + 1 s                 |
|                          | Marc Hirschi     | SUI  | + 1 s                 |

| Zeitfahren (31,5 km) |                    |      |                      |
| Platz                | Sportler           | Land | Zeit (min)           |
|                      | Kasper Asgreen     | DEN  | 37:33,38 (50,3 km/h) |
|                      | Mikkel Bjerg       | DEN  | + 1 s                |
|                      | Corentin Ermenault | FRA  | + 22 s               |

### Juniorinnen
| Straßenrennen (60,3 km) |                          |      |                     |
| Platz                   | Sportlerin               | Land | Zeit (h)            |
|                         | Lorena Wiebes            | NED  | 1:32:21 (39,1 km/h) |
|                         | Emma Norsgaard Jørgensen | DEN  | gl. Zeit            |
|                         | Letizia Paternoster      | ITA  | gl. Zeit            |

| Einzelzeitfahren (18,2 km) |                          |      |            |
| Platz                      | Sportlerin               | Land | Zeit (min) |
|                            | Elena Pirrone            | ITA  | 25:18,83   |
|                            | Letizia Paternoster      | ITA  | + 8 s      |
|                            | Emma Norsgaard Jørgensen | DEN  | + 11 s     |

### Junioren
| Straßenrennen (120,6 km) |                   |      |                     |
| Platz                    | Sportler          | Land | Zeit (h)            |
|                          | Michele Gazzoli   | ITA  | 2:41:22 (44,8 km/h) |
|                          | Søren Wærenskjold | NOR  | gl. Zeit            |
|                          | Niklas Märkl      | GER  | gl. Zeit            |

| Einzelzeitfahren (31,5 km) |                    |      |                      |
| Platz                      | Sportler           | Land | Zeit (min)           |
|                            | Andreas Leknessund | NOR  | 39:16,23 (48,9 km/h) |
|                            | Julius Johansen    | DNK  | + 14 s               |
|                            | Sébastien Grignard | BEL  | + 19 s               |

## Medaillenspiegel
|       | Nation                 |    |    |    | Gesamt |
| ----- | ---------------------- | -- | -- | -- | ------ |
| 1     | Dänemark               | 4  | 4  | 1  | 9      |
| 2     | Niederlande            | 3  | -  | 2  | 5      |
| 3     | Italien                | 2  | 3  | 1  | 6      |
| 4     | Norwegen               | 2  | 2  | -  | 4      |
| 5     | Belgien                | 1  | 1  | 1  | 3      |
| 6     | Frankreich             | -  | 1  | 1  | 2      |
| 7     | Polen                  | -  | 1  | -  | 1      |
| 8     | Deutschland            | -  | -  | 2  | 2      |
| \| 9  | Irland                 | -  | -  | 1  | 1      |
| \| 9  | Vereinigtes Königreich | -  | -  | 1  | 1      |
| \| 9  | Schweiz                | -  | -  | 1  | 1      |
| \| 9  | Russland               | -  | -  | 1  | 1      |
| Total | Total                  | 12 | 12 | 12 | 36     |

## Aufgebote

### Bund Deutscher Radfahrer
- Frauen Zeitfahren: Charlotte Becker, Corinna Lechner
- Frauen Straßenrennen: Charlotte Becker, Corinna Lechner, Kathrin Hammes, Romy Kasper, Beate Zanner
- Männer Zeitfahren: Marco Mathis, Domenic Weinstein, Ersatzfahrer: Daniel Westmattelmann
- Männer Straßenrennen: Pascal Ackermann, Nico Denz, Marco Mathis, Raphael Freienstein, Jonas Koch, Jonas Rapp, Alexander Krieger, Joshua Huppertz, Mario Vogt
- U23 Frauen Zeitfahren: Lisa Klein, Clara Koppenburg
- U23 Frauen Straßenrennen: Lisa Klein, Clara Koppenburg, Christa Riffel, Liane Lippert, Jacqueline Dietrich, Wiebke Rodieck
- U23 Männer Zeitfahren: Manuel Porzner, Florian Stork
- U23 Männer Straßenrennen: Aaron Grosser, Robert Kessler, Tobias Nolde, Manuel Porzner, Jonas Rutsch, Florian Stork
- Juniorinnen Zeitfahren: Paulina Klimsa, Hannah Ludwig
- Juniorinnen Straßenrennen: Jasmin Cunert, Mareike Germann, Paulina Klimsa, Hannah Ludwig, Hannah Steffen, Vanessa Wolfram
- Junioren Zeitfahren: Felix Engelhardt, Juri Hollmann
- Junioren Straßenrennen: Felix Engelhardt, Jakob Geßner, Johannes Hodapp, Niklas Märkl, Marius Mayrhofer, Per Christian Münstermann

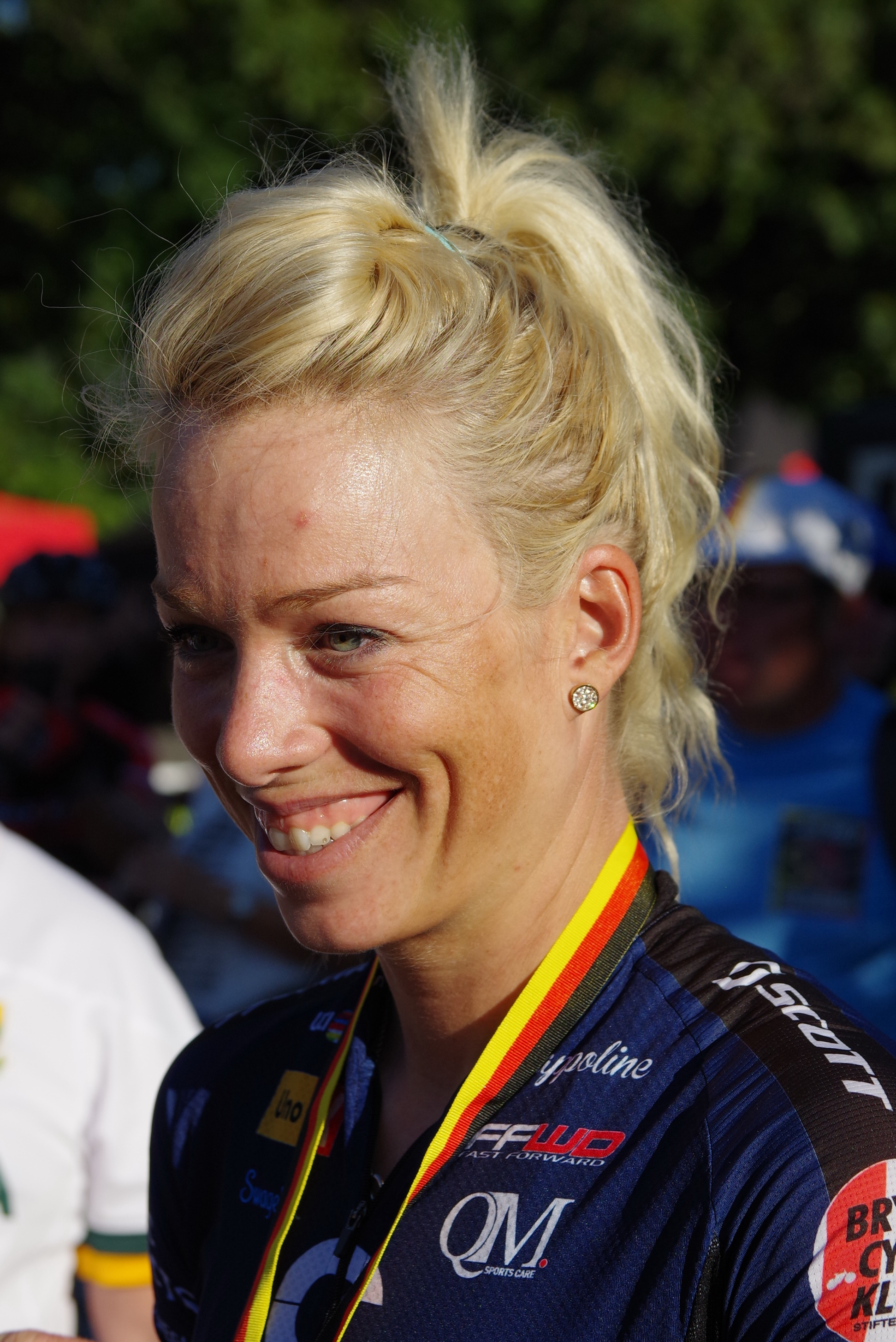
Charlotte Becker
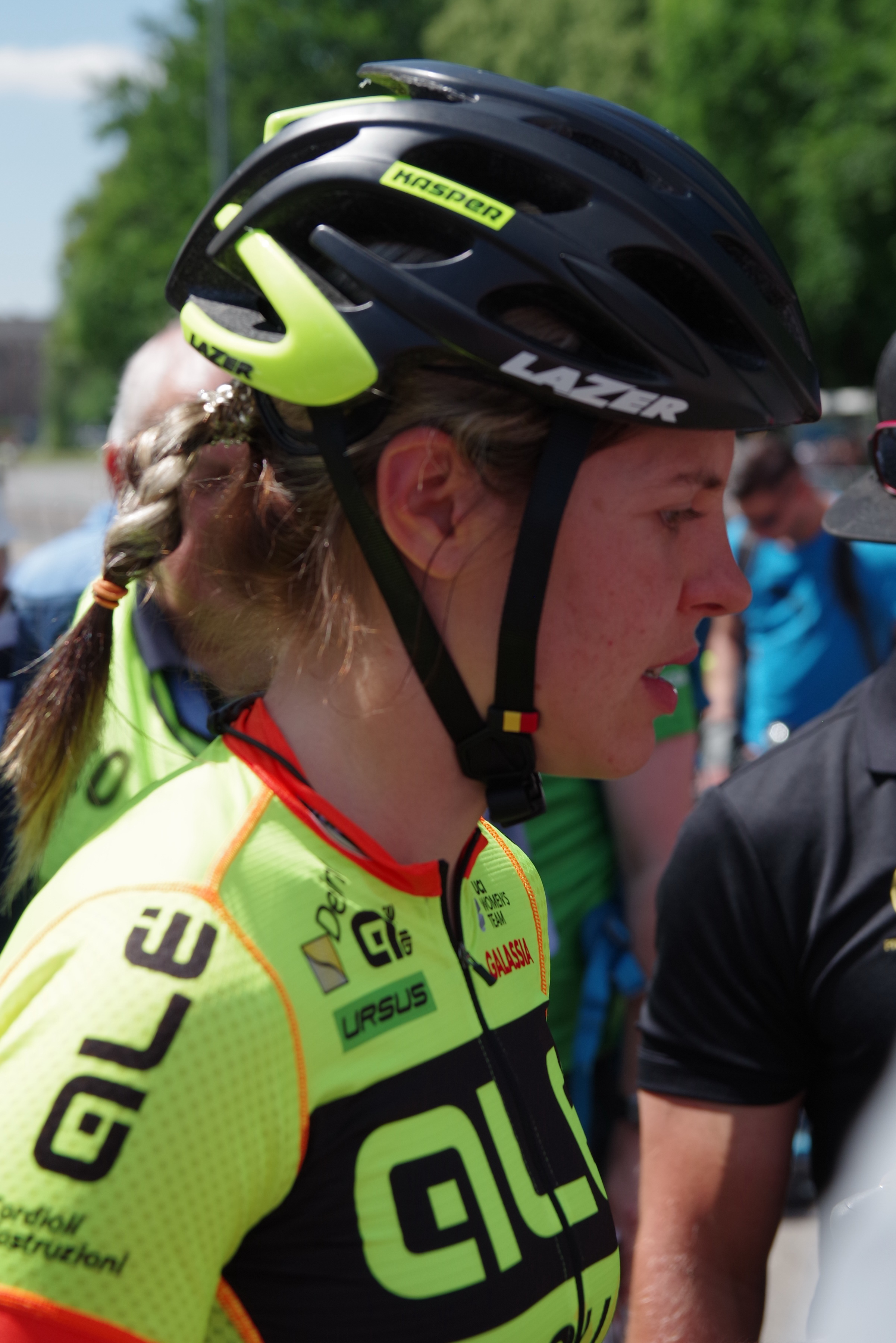
Romy Kasper
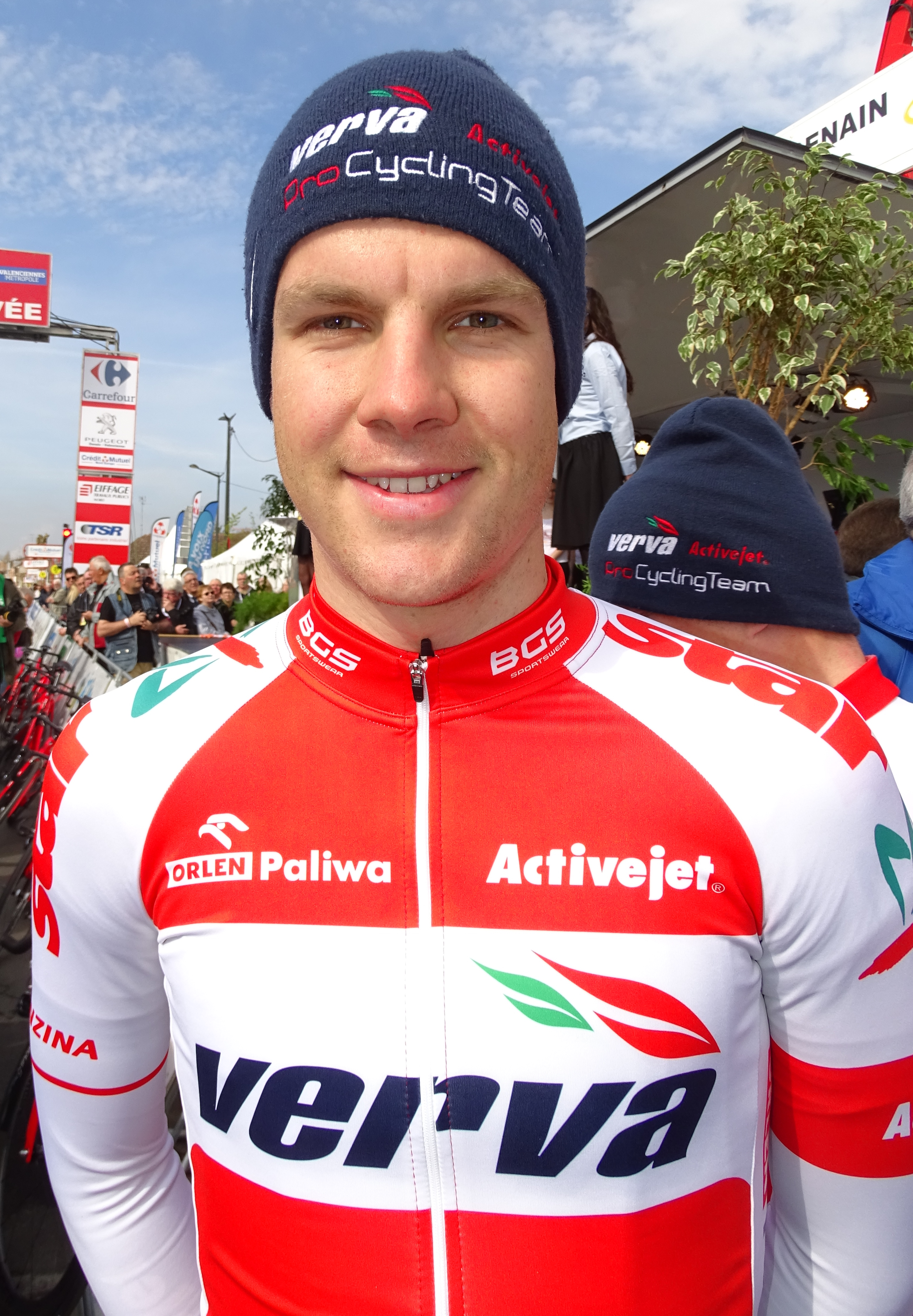
Jonas Koch
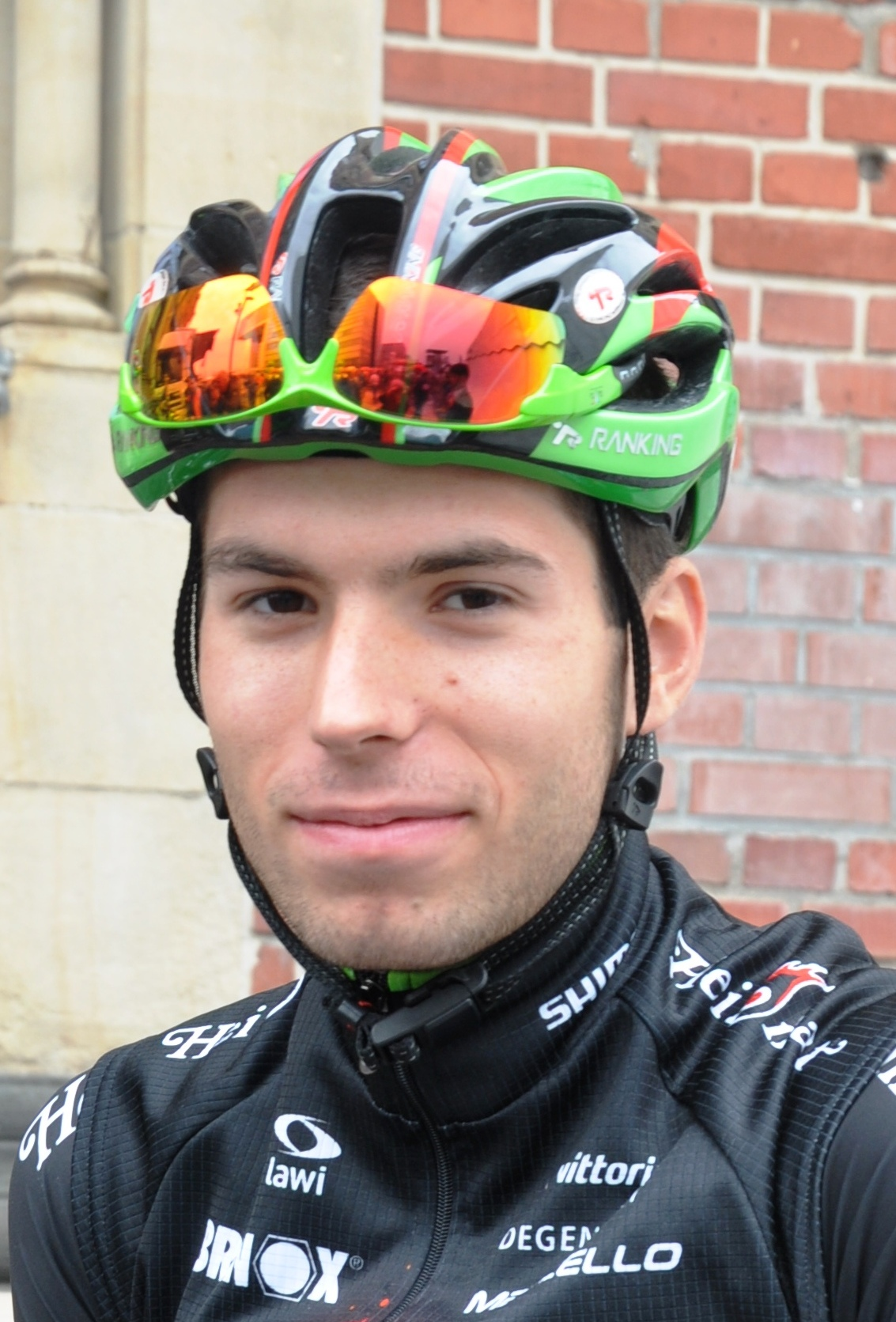
Jonas Rapp
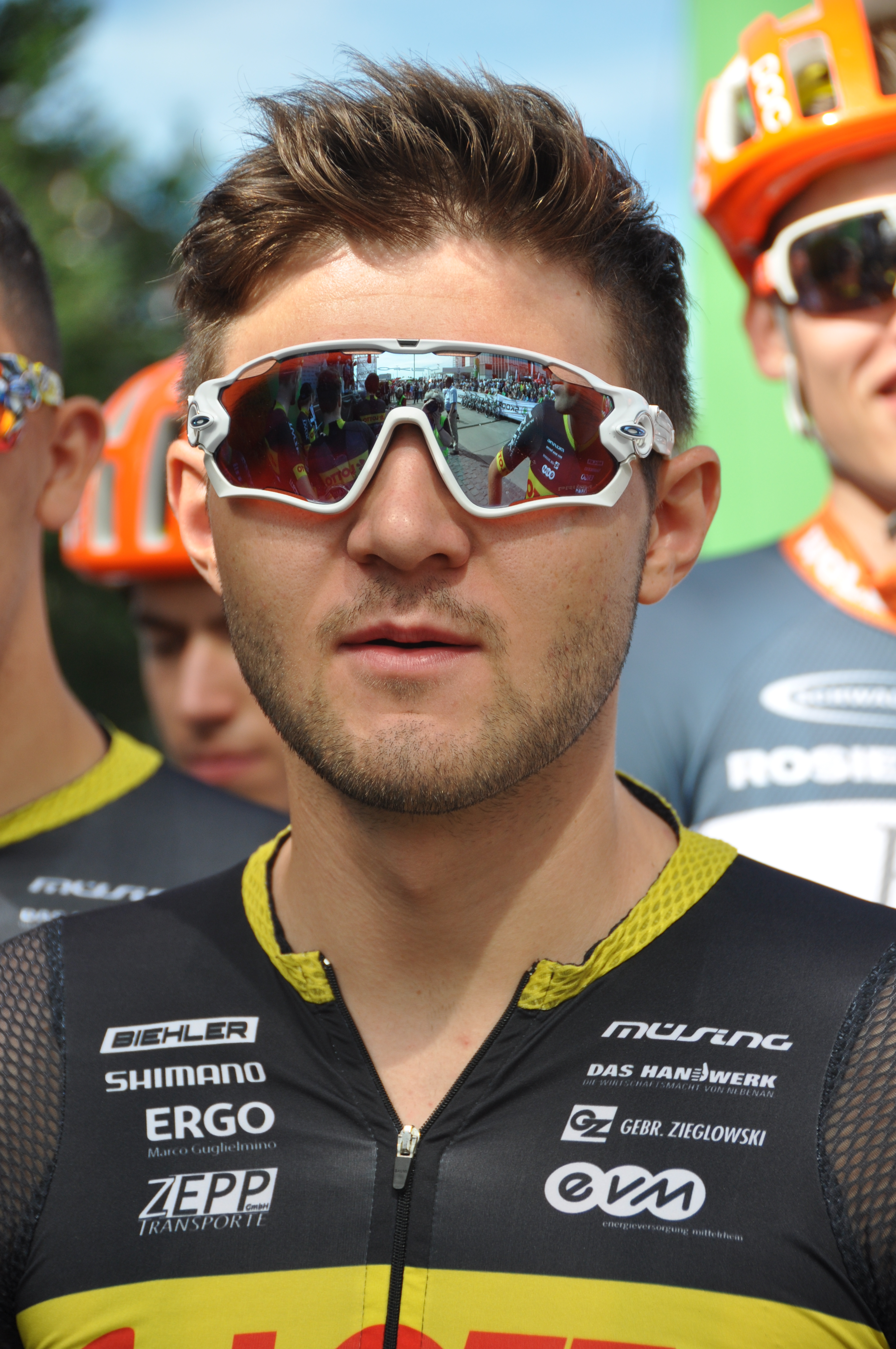
Joshua Huppertz
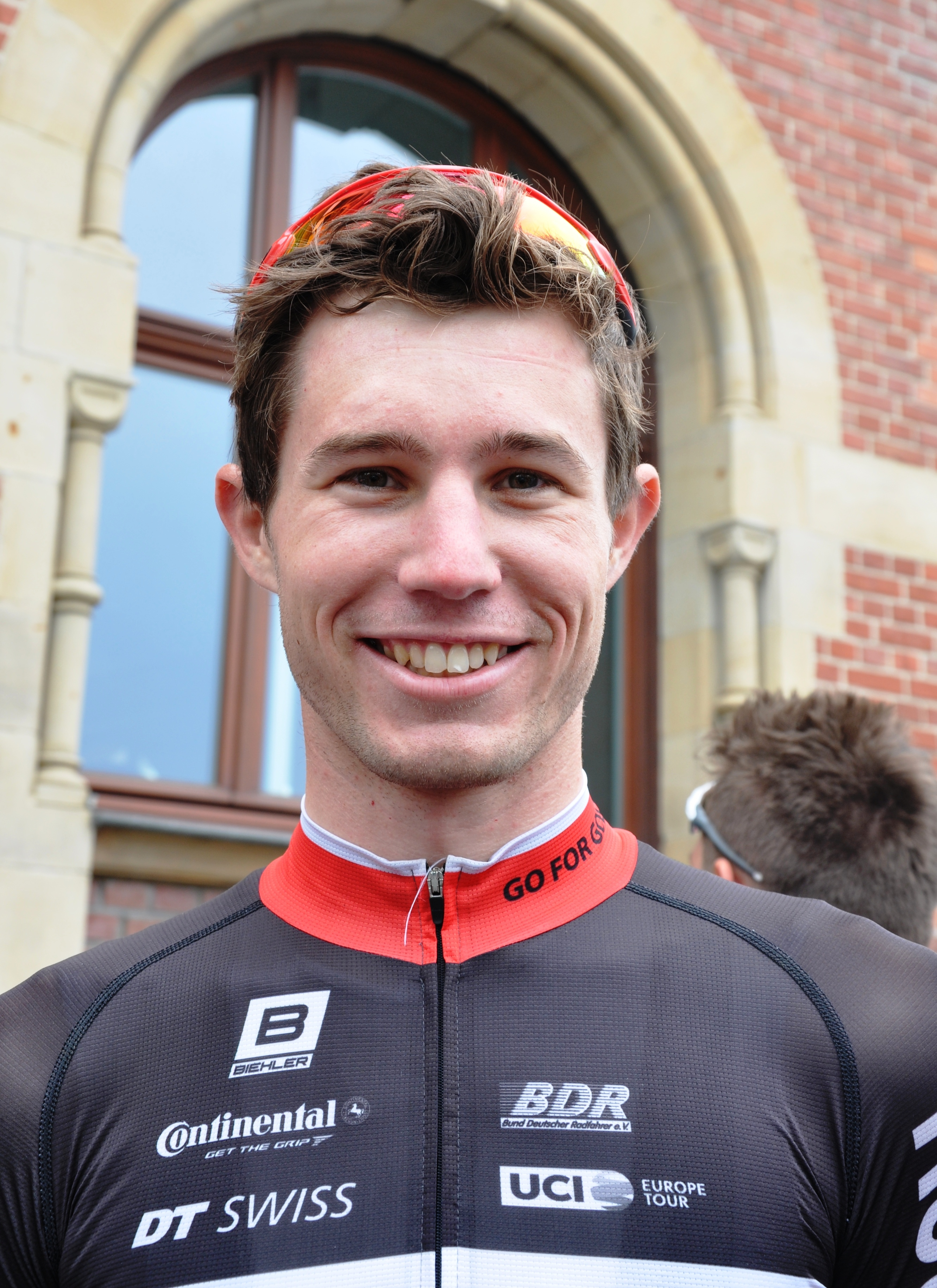
Mario Vogt

### Swiss Cycling
- Frauen Zeitfahren: Nicole Hanselmann, Marlen Reusser
- Frauen Straßenrennen: Désirée Ehrler, Nicole Hanselmann, Sandra Weiss
- Männer Straßenrennen: Jan-André Freuler, Pirmin Lang, Dylan Page, Matthias Reutimann, Lukas Spengler, Roland Thalmann
- U23 Frauen Zeitfahren: Michelle Andres, Léna Mettraux
- U23 Frauen Straßenrennen: Michelle Andres, Léna Mettraux, Julia Scheidegger, Svenja Wüthrich, Meret Zimmermann
- U23 Männer Zeitfahren: Marc Hirschi, Martin Schäppi
- U23 Männer Straßenrennen: Stefan Bissegger, Marc Hirschi, Reto Müller, Patrick Müller, Martin Schäppi, Lukas Rüegg, Mario Spengler
- Juniorinnen Zeitfahren: Fabienne Buri, Fiona Eichenberger
- Juniorinnen Straßenrennen: Fabienne Buri, Fiona Eichenberger, Pauline Roy
- Junioren Zeitfahren: Scott Quincey, Alex Vogel
- Junioren Straßenrennen: Jonathan Bögli, Jean Fiorellino, Mauro Genini, Jan Nadlinger, Scott Quincey, Alex Vogel

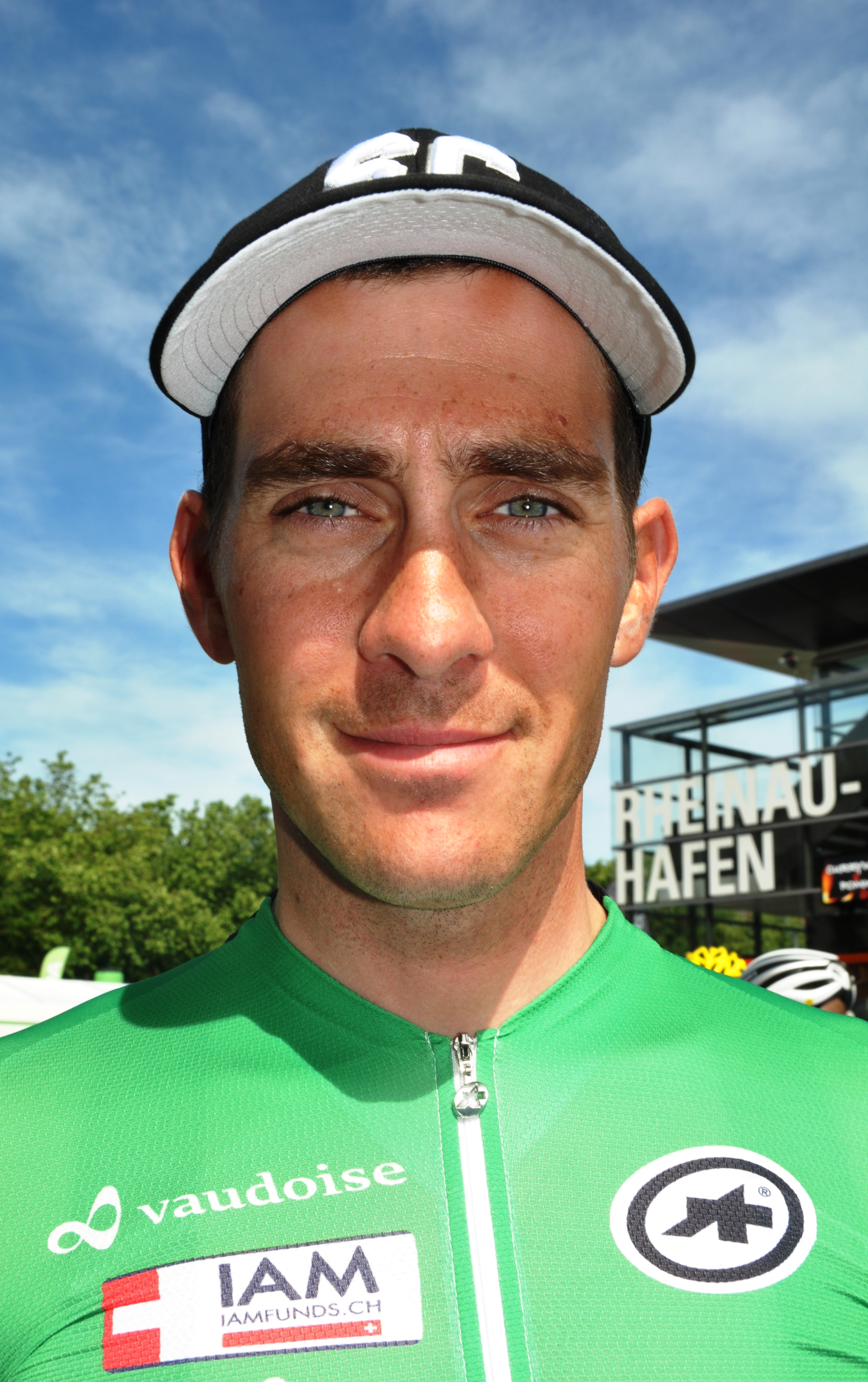
Pirmin Lang
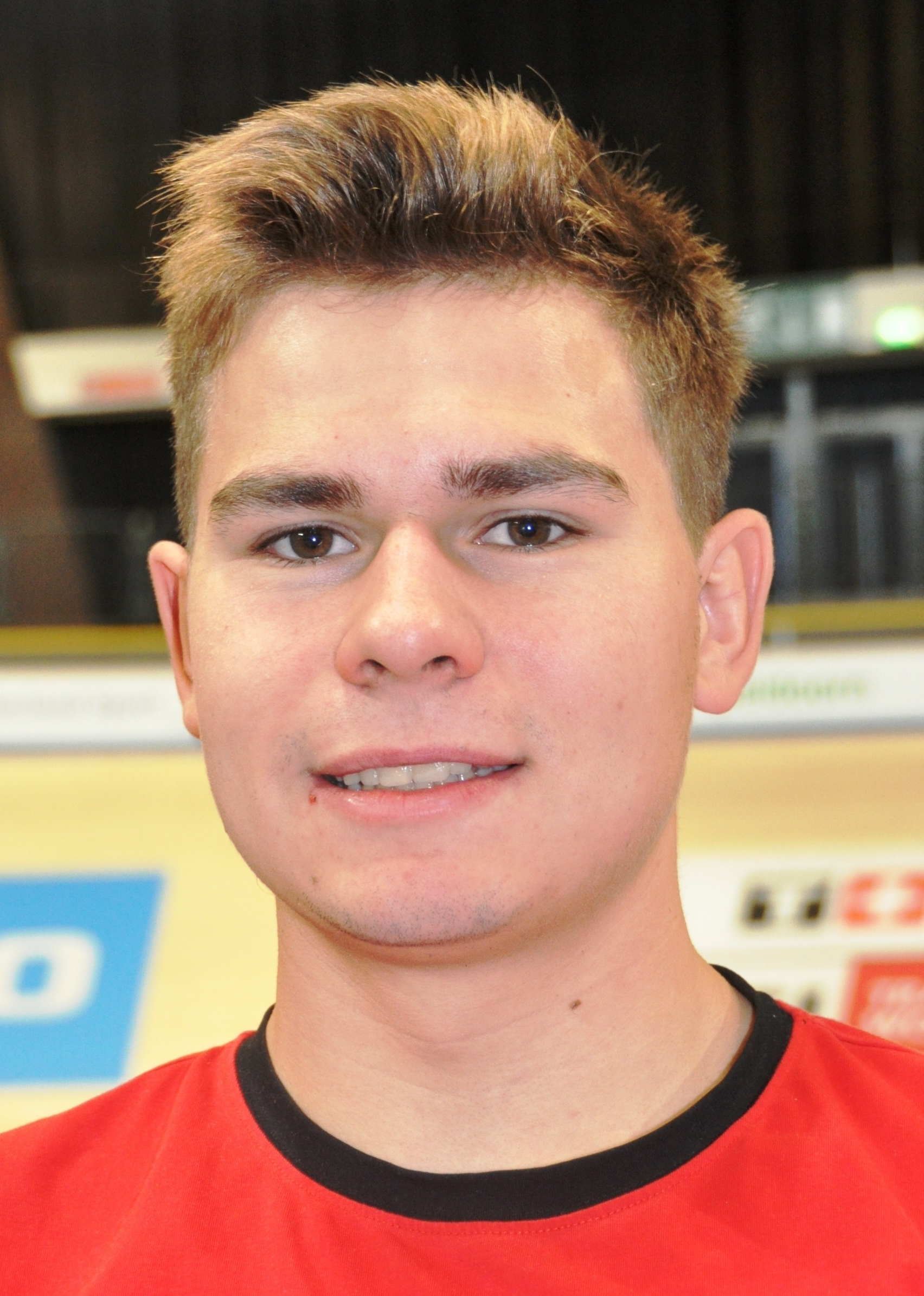
Stefan Bissegger
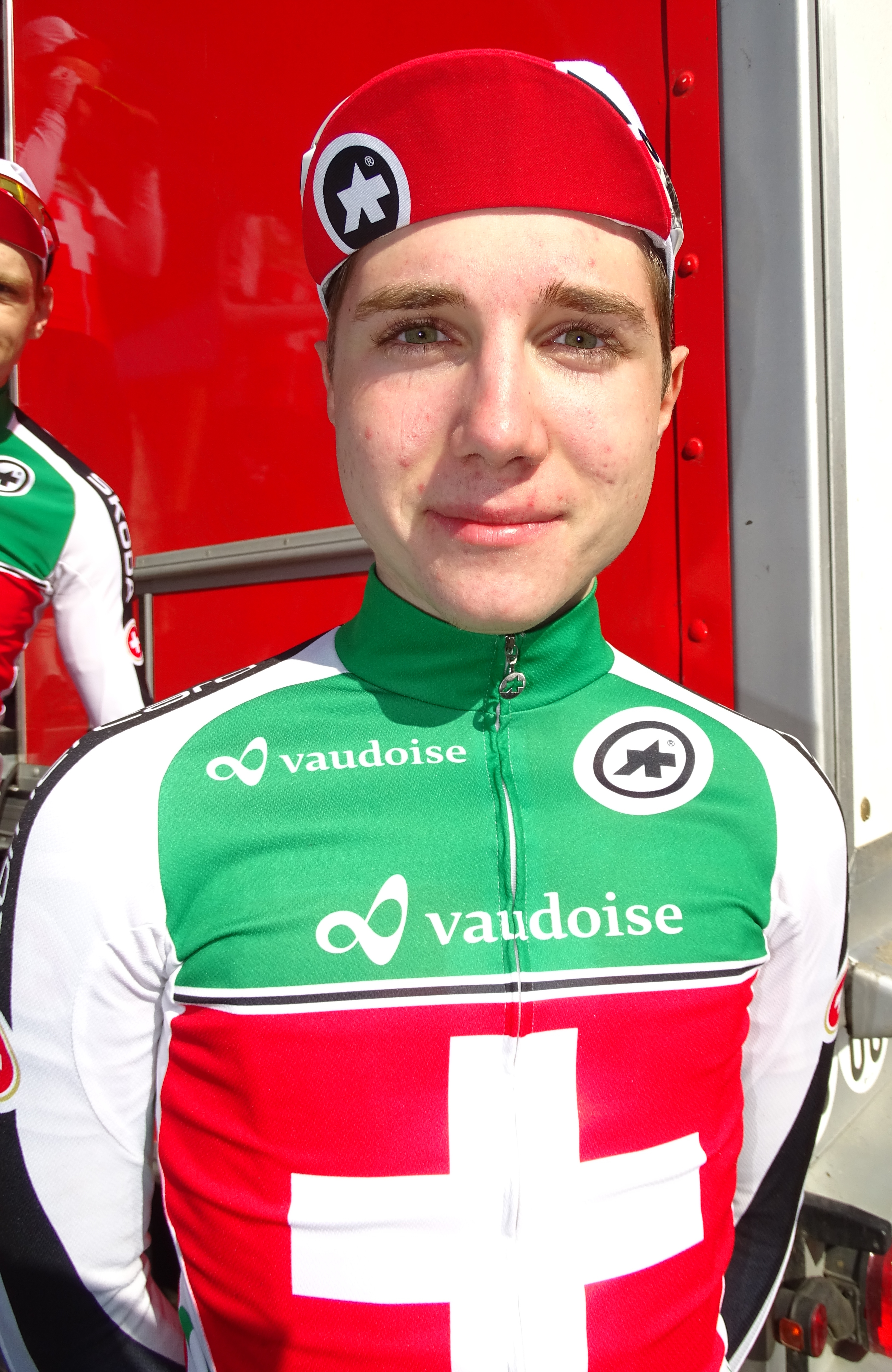
Marc Hirschi
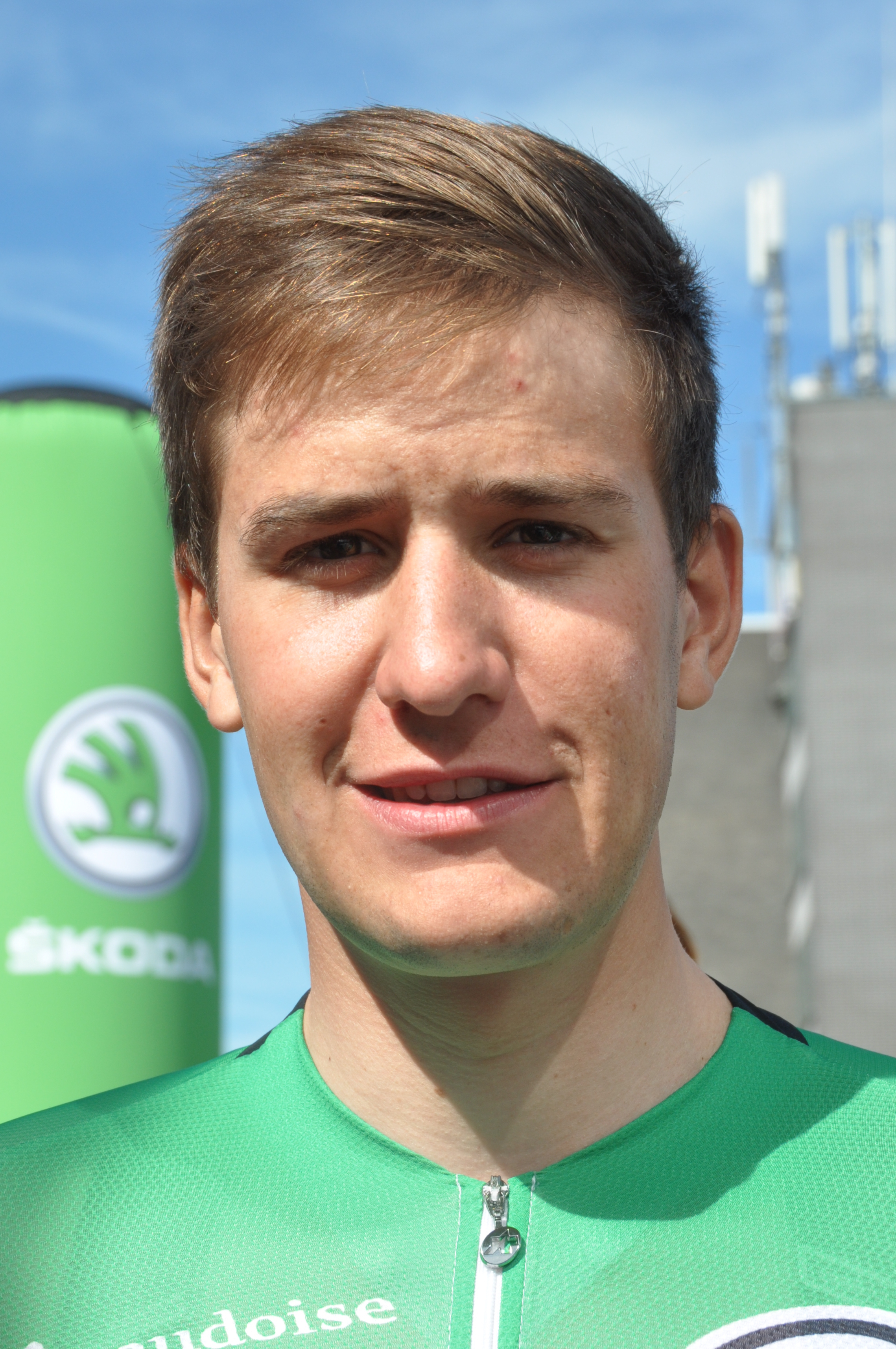
Matthias Reutimann
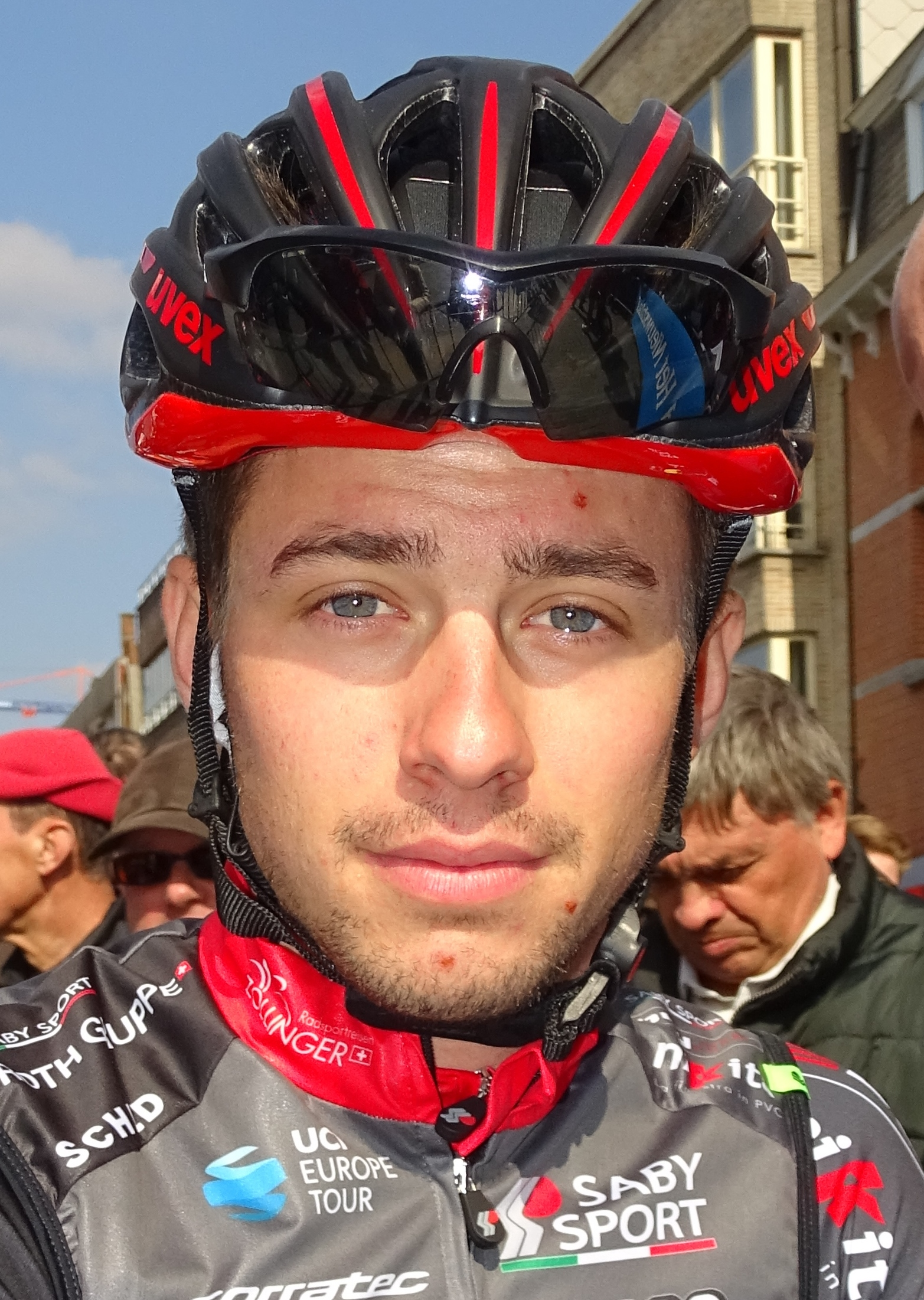
Dylan Page

### Österreichischer Radsport-Verband
- Männer Zeitfahren: Matthias Brändle
- Männer Straßenrennen: Daniel Auer, Markus Eibegger
- Frauen Zeitfahren: Martina Ritter
- Frauen Straßenrennen: Christina Perchtold, Martina Ritter
- U23 Frauen Straßenrennen: Kathrin Schweinberger
- U23 Männer Zeitfahren: Markus Freiberger, Patrick Gamper
- U23 Männer Straßenrennen: Markus Freiberger, Marco Friedrich, Patrick Gamper, Jodok Salzmann, Lukas Schlemmer
- Juniorinnen Zeitfahren: Hannah Gruber-Stadler
- Juniorinnen Straßenrennen: Hannah Gruber-Stadler
- Junioren Zeitfahren: Tobias Bayer, Mario Gamper
- Junioren Straßenrennen: Tobias Bayer, Florian Gamper, Mario Gamper, Florian Kierner

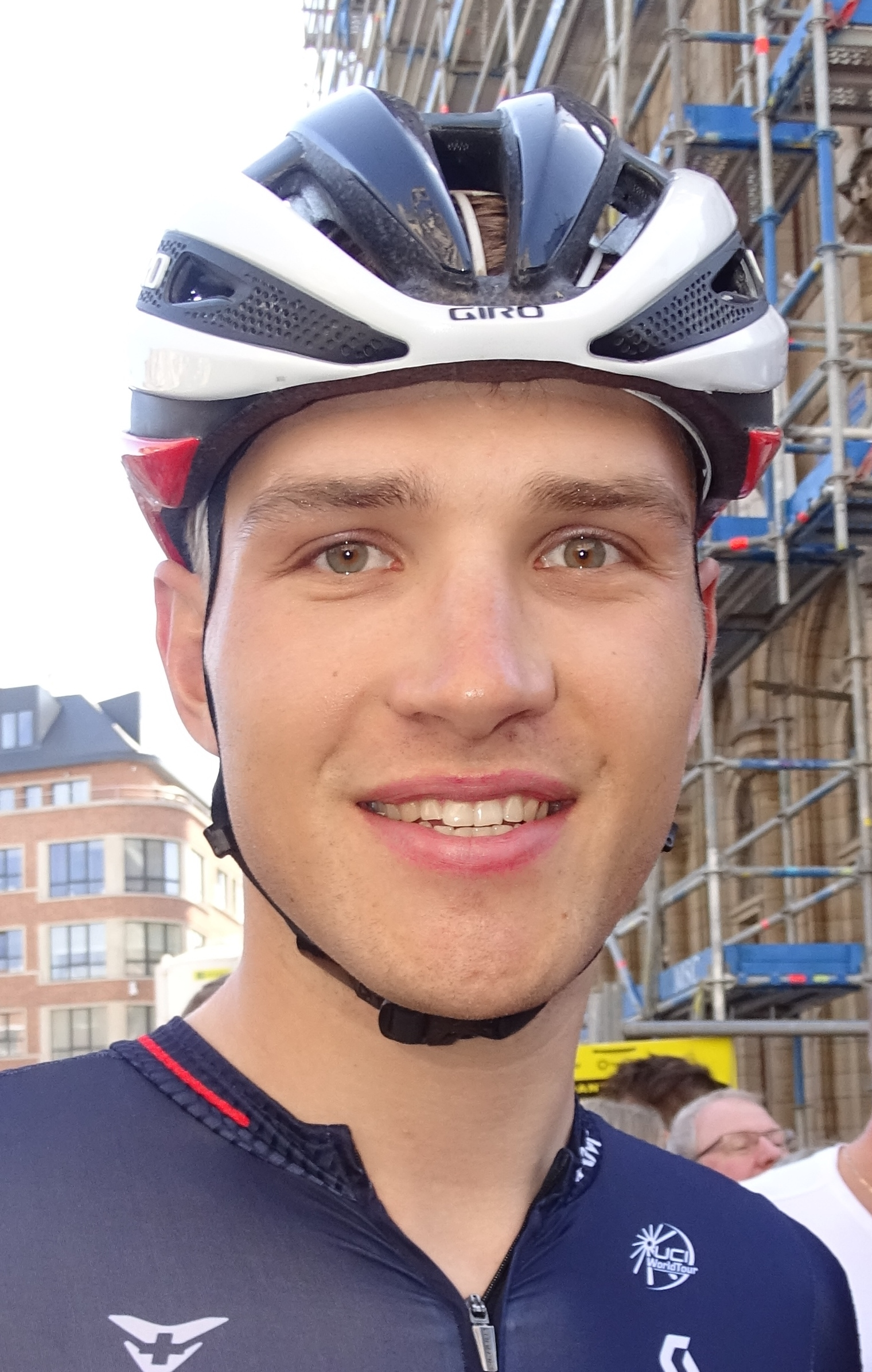
Matthias Brändle
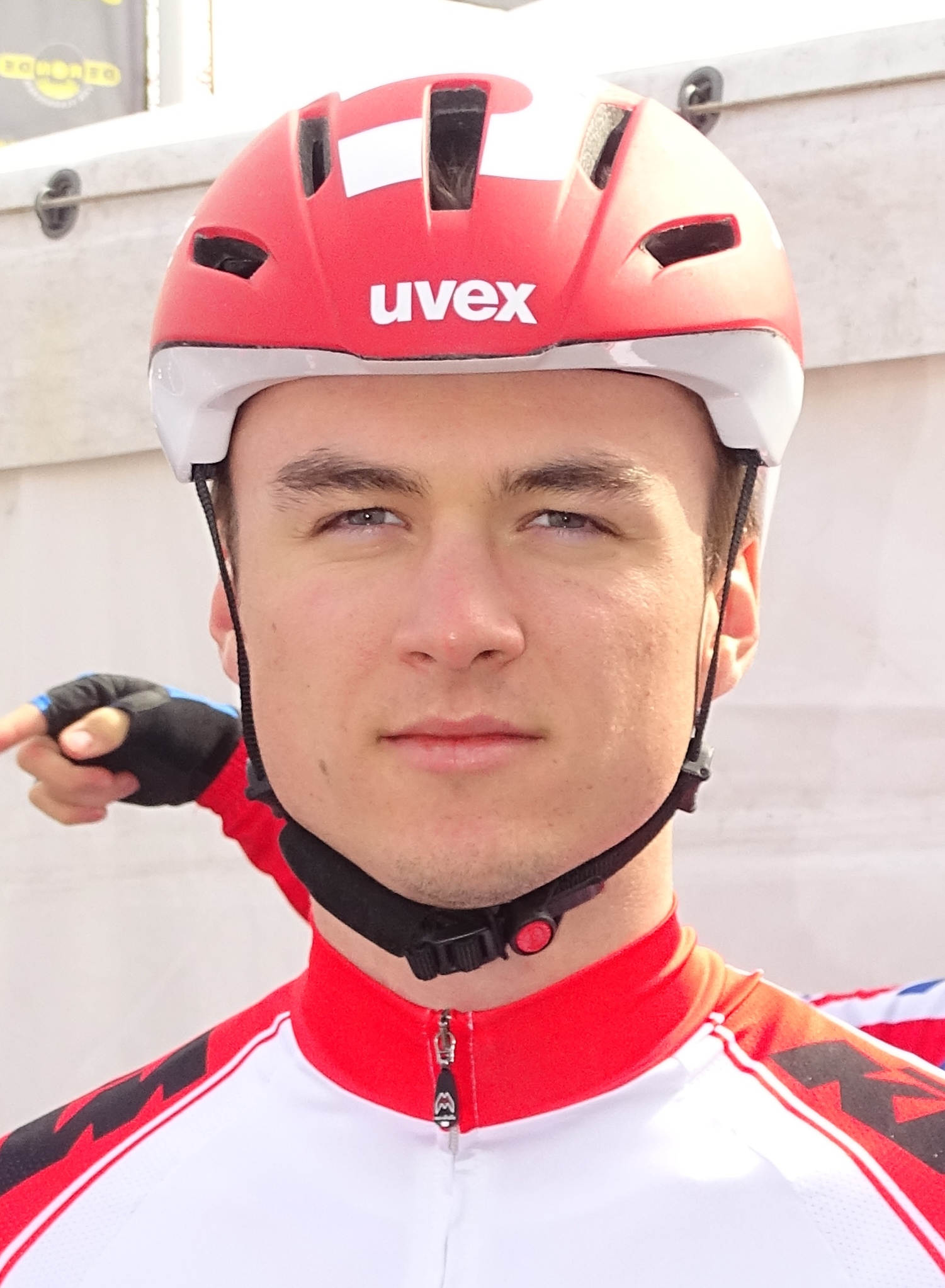
Daniel Auer
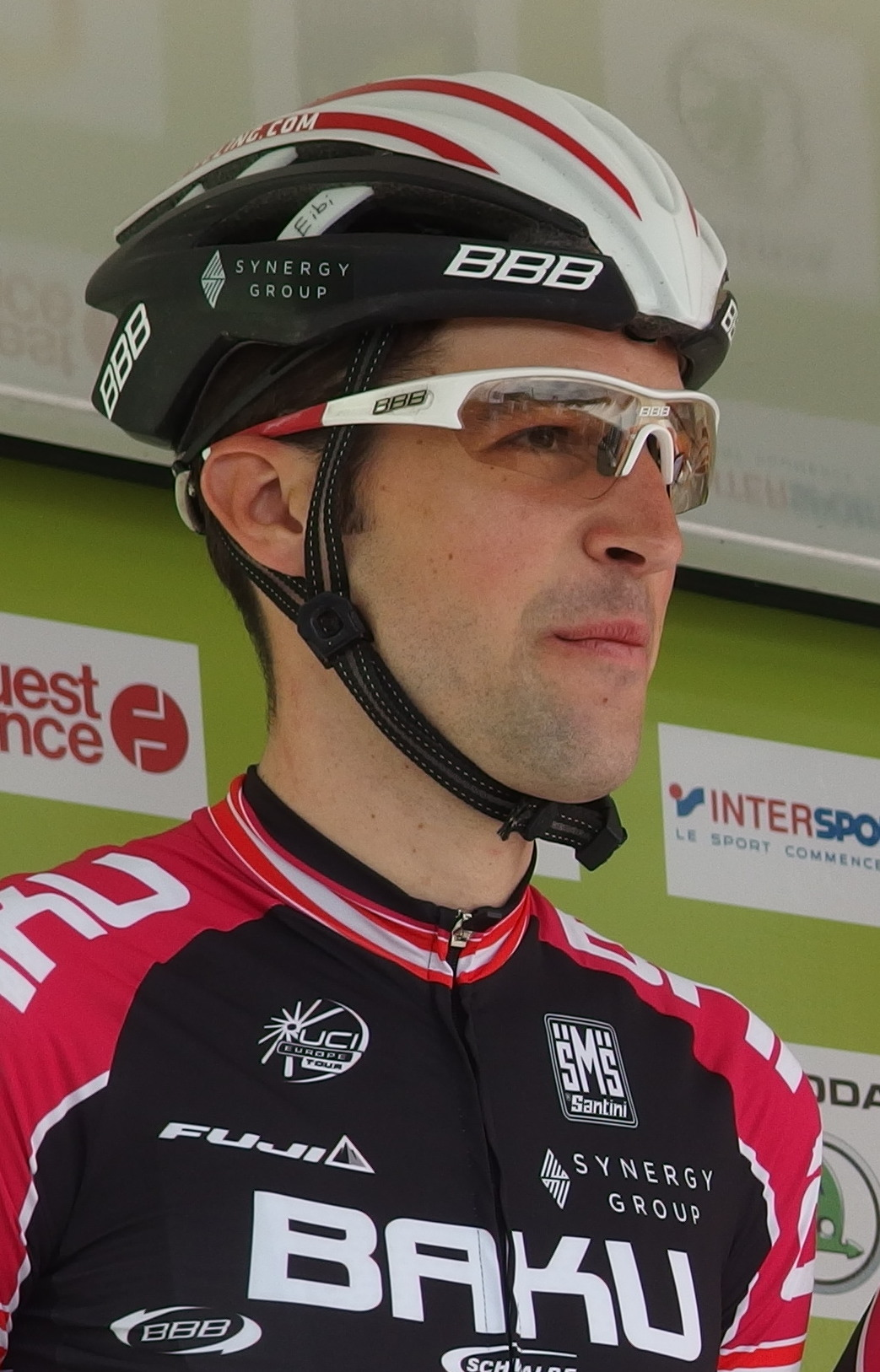
Markus Eibegger